# São Francisco do Pinhal
São Francisco do Pinhal é um distrito do município brasileiro de Cabreúva, que integra a Região Metropolitana de Jundiaí, no interior do estado de São Paulo, mas que ainda não está cadastrado na Divisão Territorial Brasileira do IBGE por não possuir uma representação cartográfica encaminhada à instituição pelo poder público municipal.

## História

### Origem
O nome do bairro vem da grande quantidade de pinheiros que havia por ali. O bairro começou com a Fazenda Pinhal, que possuía cerca de 1.100 alqueires, fazendo divisa com o Bairro do Jacaré e a Fazenda Concórdia. Com a inauguração da rodovia Marechal Rondon, também a Fazenda Pinhal se beneficiou, experimentando fase de grande progresso na venda do café.
O bairro surgiu a partir de 1954, quando as terras foram desdobradas e surgiram pequenas chácaras. Na década de 1970, foi criado o Distrito Industrial do Pinhal.

### Formação administrativa
- Lei 1.177 de 06/03/1991 - Fica criado o distrito de São Francisco do Pinhal, sendo sua linha perimétrica delimitada de acordo com o novo traçado das divisas interdistritais do município de Cabreúva[5].

## Geografia

### Rodovias
O principal acesso ao distrito é a Rodovia Dom Gabriel Paulino Bueno Couto (SP-300).

## Serviços públicos

### Registro civil
Feito no distrito de Jacaré, pois o distrito não possui Cartório de Registro Civil das Pessoas Naturais.

### Saneamento
O serviço de abastecimento de água é feito pela Companhia de Saneamento Básico do Estado de São Paulo (SABESP).

### Energia
A responsável pelo abastecimento de energia elétrica é a Neoenergia Elektro, antiga CESP.

### Telecomunicações
O distrito era atendido pela Telecomunicações de São Paulo (TELESP), que inaugurou a central telefônica do distrito de Jacaré para atender os distritos de Cabreúva, e que é utilizada até os dias atuais. Em 1998 esta empresa foi vendida para a Telefônica, que em 2012 adotou a marca Vivo para suas operações.

## Religião
O Cristianismo se faz presente no distrito da seguinte forma:

### Igreja Católica
- A igreja faz parte da Diocese de Jundiaí[15].

### Igrejas Evangélicas
- Congregação Cristã no Brasil[16].